# Martin Kippenberger
Martin Kippenberger (25 de febrer de 1953, Dortmund, Rin del Nord-Westfàlia - 7 de març de 1997, Viena, Àustria) va ser un pintor, escultor i artista alemany. El és conegut per la seva producció prolífica en una gran varietat d'estils i mitjans, així com per la seva persona pública provocativa. Va ser membre d'una generació artística que incloïa noms com Albert Oehlen, Markus Oehlen, Georg Herold i Günther Förg.
Kippenberger va néixer a Dortmund l'any 1953, l'únic fill de cinc germans, amb dues germanes grans i dues petites. El seu pare era director de la mina de carbó Katharina-Elisabeth i la seva mare era dermatòloga. La mare mor per accident per un palet que surt d'un camió. Va estudiar a la Hochschule für bildende Künste Hamburg, on Sigmar Polke el va influir, tot i que no era el seu mestre. Després d'una estada a Florència, on va fer la seva primera exposició individual el 1977, es va establir a Berlín el 1978. Aquell any va fundar Kippenberger's Office amb Gisela Capitain, muntant exposicions del seu propi art i amics. Durant aquest període, Kippenberger es va convertir en director comercial de SO36, un espai de performance, cinema i música, i va fundar una banda de punk anomenada Grugas. Sortint de Berlín, originalment per a una visita prolongada a París, Kippenberger va passar a principis dels anys vuitanta com a membre actiu de l'escena artística de Colònia (Alemanya).
A Colònia, com en altres llocs, Kippenberger, vinculat a la Galeria Hetzler, no es va limitar a la producció d'obres d'art; també va treballar la manera de presentar l'art. Segons l'artista Jutta Koether, Kippenberger "va ser qui va donar vida al moviment perquè es conegués fora de Colònia".
El 1984 es va convertir en membre fundador de Lord Jim Lodge. Després de traslladar-se a Los Angeles a finals de 1989, va comprar una participació del 35% al restaurant italià Capri a Los Angeles. Kippenberger es va allotjar a Sankt Georgen im Schwarzwald com a convidat de la família Grässlin del 1980 al 1981, i més tard del 1991 al 1994, per treballar, però també per recuperar-se dels seus excessos. En els últims anys de la seva vida va ensenyar a la Städelschule i l'Acadèmia d'Art de Kassel.
La negativa de Kippenberger a adoptar un estil i un mitjà específics per a la seva obra va donar lloc a un conjunt d'obres prolífic que inclou una amalgama de pintures, escultures, obres sobre paper, fotografies, instal·lacions, gravats i art efímer. Al llarg de la dècada de 1980, l'obra de Kippenberger va passar per períodes de forta reflexió política.
Kippenberger va morir als 44 anys de càncer de fetge a l'Hospital General de Viena, Àustria.